# Pholidobolus affinis
Pholidobolus affinis — вид ящірок родини гімнофтальмових (Gymnophthalmidae). Ендемік Еквадору.

## Поширення і екологія
Pholidobolus affinis мешкають на західних схилах Еквадорських Анд, в провінціях Пічинча і Котопахі. Вони живуть у вологих гірських тропічних лісах, трапляються в садах і поблизу людських поселень. Зустрічаються на висоті від 1000 до 3670 м над рівнем моря.

## Збереження
МСОП класифікує стан збереження цього виду як близький до загрозливого. Pholidobolus affinis загрожує знищення природного середовища.